# Rietvlei Nature Reserve
Das  Rietvlei Nature Reserve  ist ein Tierreservat, das sich auf dem Gebiet der City of Tshwane Metropolitan Municipality in der Provinz  Gauteng in Südafrika befindet. Die Hauptstadt Pretoria befindet sich rund 15 Kilometer entfernt im Nordwesten.

## Geschichte
Im Gebiet des heutigen Rietvlei Nature Reserve durchstreiften ab der 1830er Jahre viele Gründungspioniere die Region, organisierten Trecks in die Umgebung bis in das heutige Simbabwe oder ließen sich auf Farmen nieder. Viele ihrer Gräber sind noch heute verstreut auf dem Gelände des Reservats vorhanden. Das Landstück des Reservats wurde am 2. September 1929 von der Regierung gekauft und als Naturschutzgebiet eröffnet. Während der Weltwirtschaftskrise war es eine wichtige Arbeitsstelle für verarmte Südafrikaner. Der zu dieser Zeit auf dem Reservatgelände gebaute Rietvlei Dam wurde 1934 fertiggestellt. Der hinter dem Staudamm gebildete See versorgt die Region mit Trinkwasser.

## Geländestruktur
Das Rietvlei Nature Reserve befindet sich auf einer Hochebene zwischen 1445 und 1600 Metern über dem Meeresspiegel. Es verfügt über vielfältige Landschaftsformationen und enthält Trocken- und Feuchtgebiete. Ein vom Rietvlei Dam aufgestauter See befindet sich im nordwestlichen Teil des Reservats.

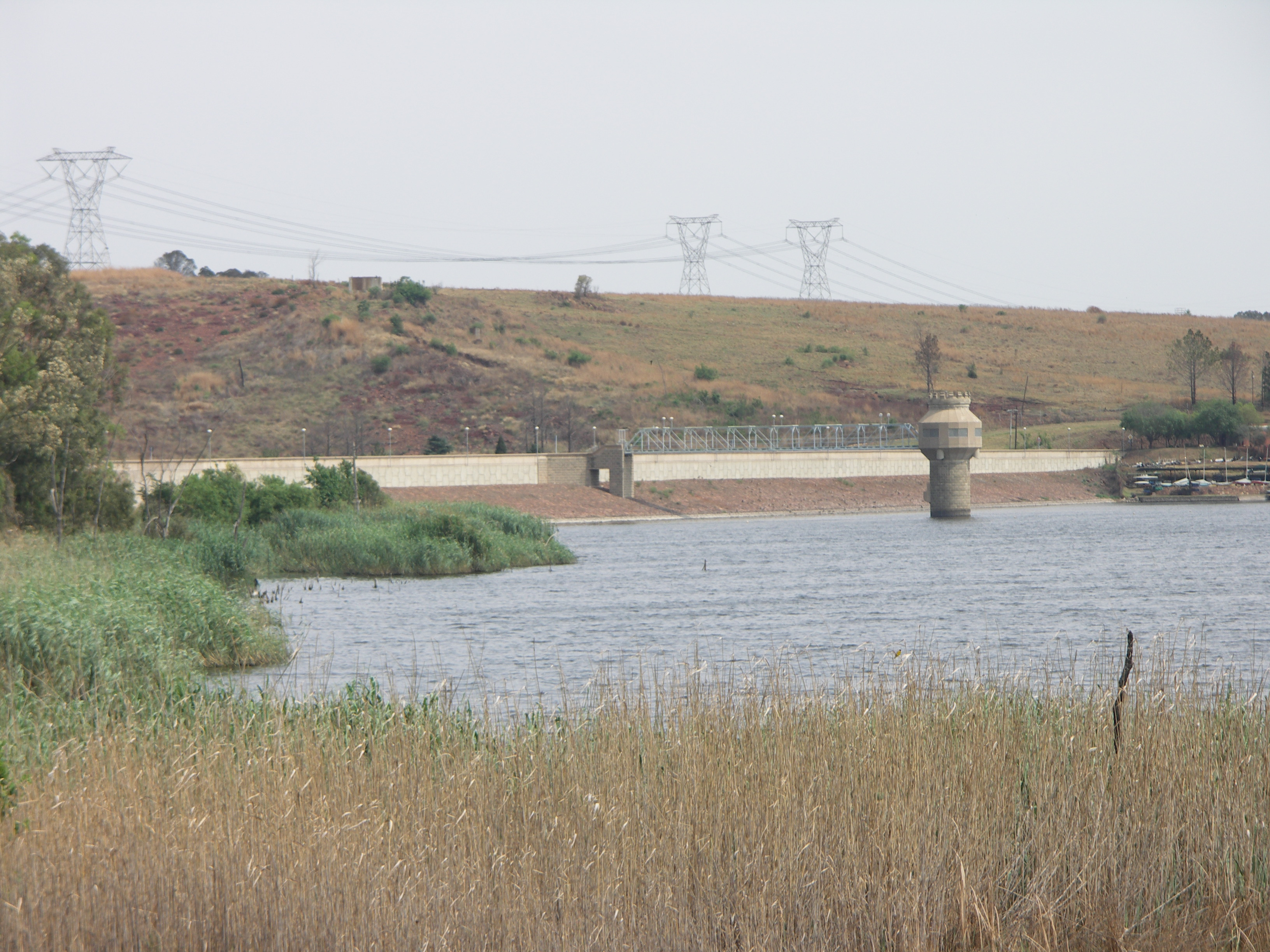
Rietvlei-Staudamm
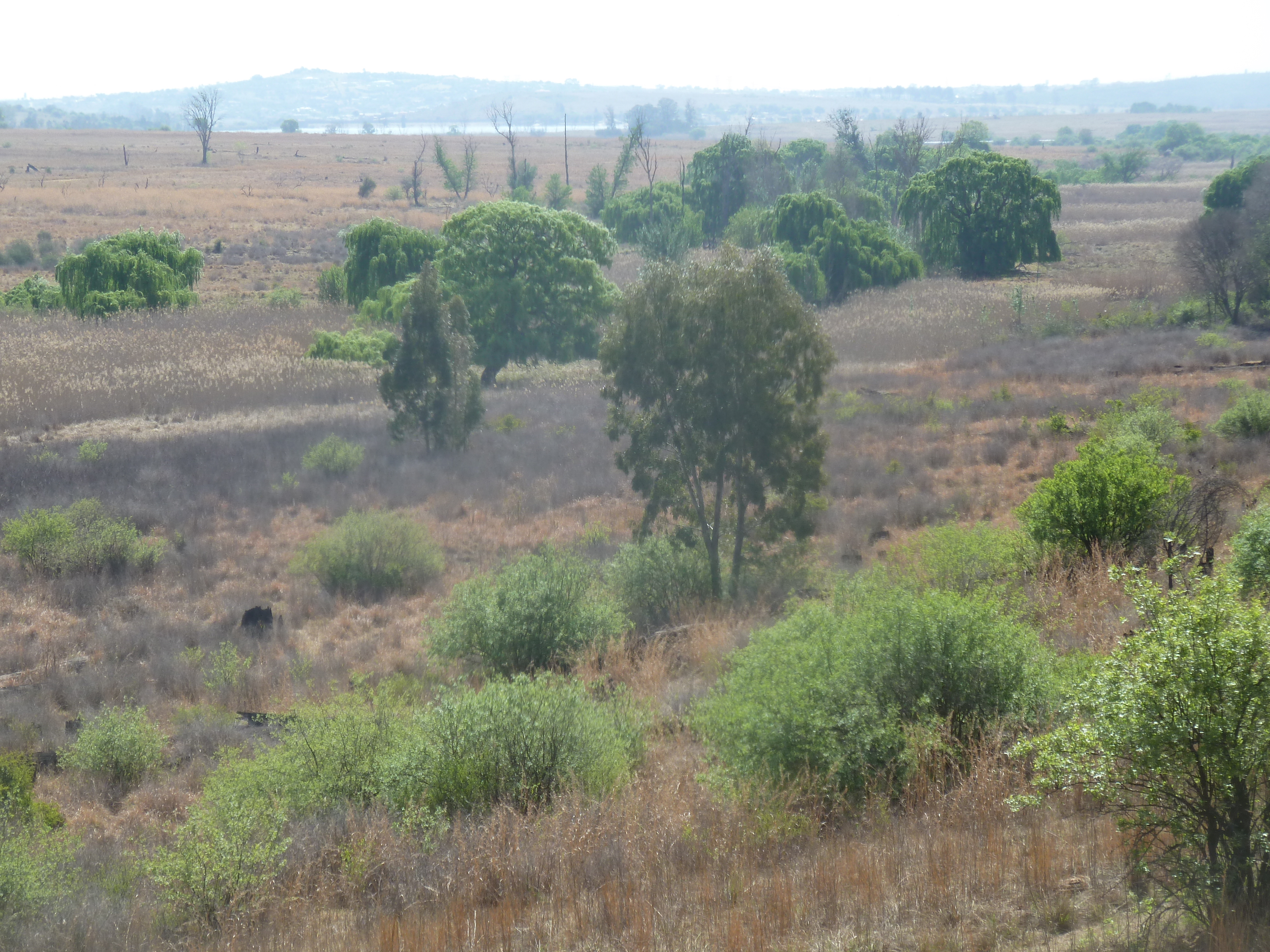
Blick in das Reservat
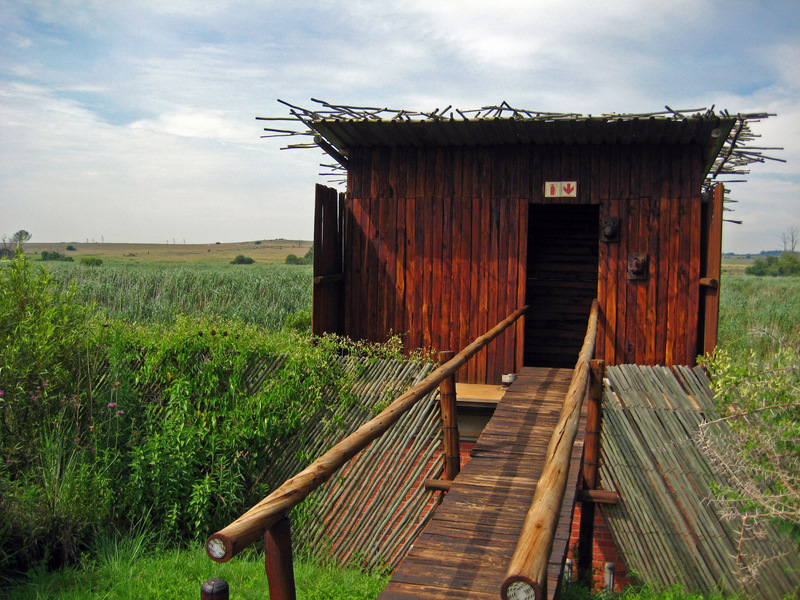
Vogel-Beobachtungsstand
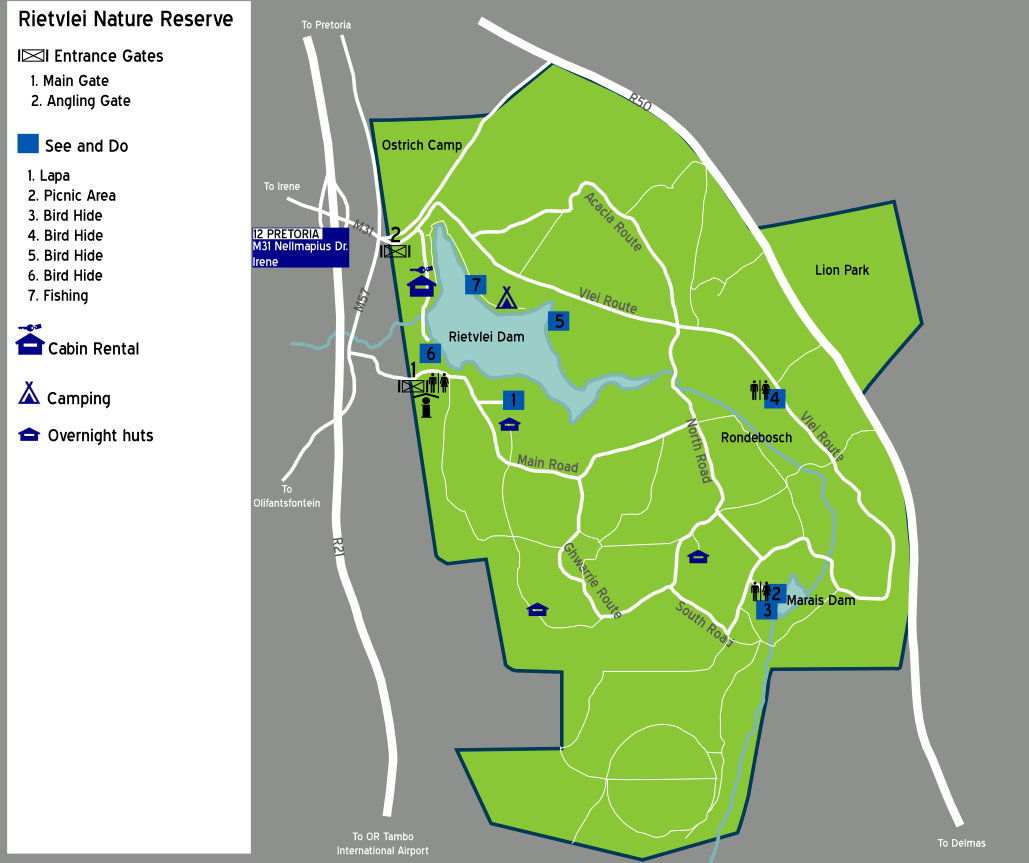
Karte des Reservats

Im Ostteil des Reservats wurde ein speziell für Löwen eingerichtetes Gelände abgeteilt, in dem Löwen, die aus Gefangenschaft stammten und sich in Freiheit nicht selbständig ernähren können, gehalten wurden. Im Oktober 2019 wurden dort vier Löwen in der Nacht von Wilderern mit vergiftetem Fleisch getötet und verstümmelt. Den Tieren wurden das Maul und die Pfoten abgetrennt, wahrscheinlich um diese Teile als „Muti“, ein Begriff für die traditionelle Medizin im südlichen Afrika, der eng mit Magie und Hexerei sowie okkulten Ritualen verbunden ist, zu verwenden. Aufgrund dieses Vorfalls setzte die Reservatverwaltung verstärkt Überwachungspatrouillen ein.

## Klima
Im Reservat herrscht ein typisches Hochfeld-Klima mit trockenen, frostigen Wintern und durchschnittlich 724 Millimeter Regen während der Sommerregenzeit. Die Temperaturen erreichen im Sommer bis zu 34 °C und im Winter bis zu −2 °C.

## Fauna
Zu den großen Säugetierarten zählen Breitmaulnashorn (Ceratotherium simum), Flusspferd (Hippopotamus amphibius), Kaffernbüffel (Syncerus caffer) und Leopard (Panthera pardus), es fehlen jedoch Afrikanische Elefanten (Loxodonta africana). Weitere Arten sind u. a. Steppenzebra (Equus quagga), Gepard (Acinonyx jubatus), Schabrackenhyäne (Parahyaena brunnea), Erdwolf (Proteles cristata), Serval (Leptailurus serval), Karakal (Caracal caracal), Buschschwein (Potamochoerus larvatus) sowie mehrere Antilopenarten.
Die sich auf dem Gebiet des Rietvlei Nature Reserve befindlichen verschiedenartigen Biotope, von trockenen Savannen, buschigen Steppen, Wald-, Strauch-, Feucht- und Ufergebieten bis hin zu felsigen Berghängen mit einer sehr abwechslungsreichen Pflanzenwelt, bieten hervorragende Lebensbedingungen für viele Vogelarten. Es wurden 360 Vogelarten nachgewiesen (Stand September 2024). Bei Ornithologen ist das Reservat deshalb außerordentlich beliebt. Um die Vogelbeobachtungen zu optimieren, wurden mehrere Vogel-Beobachtungsstände an von den Vögeln besonders frequentierten Stellen errichtet.

## Galerie
Die nachfolgende Bildauswahl zeigt Vögel im Rietvlei Nature Reserve aus den Ordnungen der Greifvögel, Pelecaniformes, Rackenvögel, Kuckucksvögel, Sperlingsvögel und Struthioniformes:

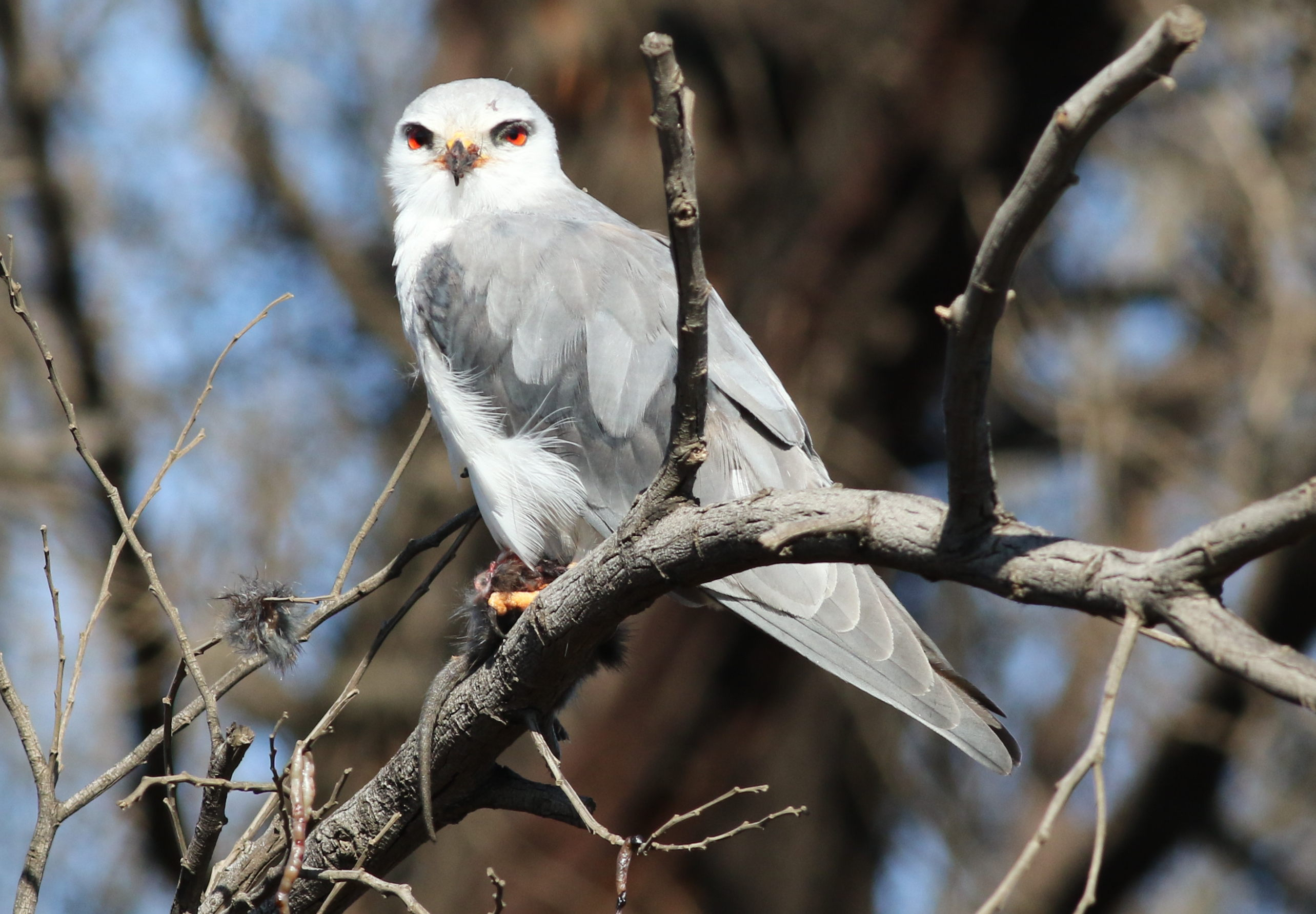
Gleitaar
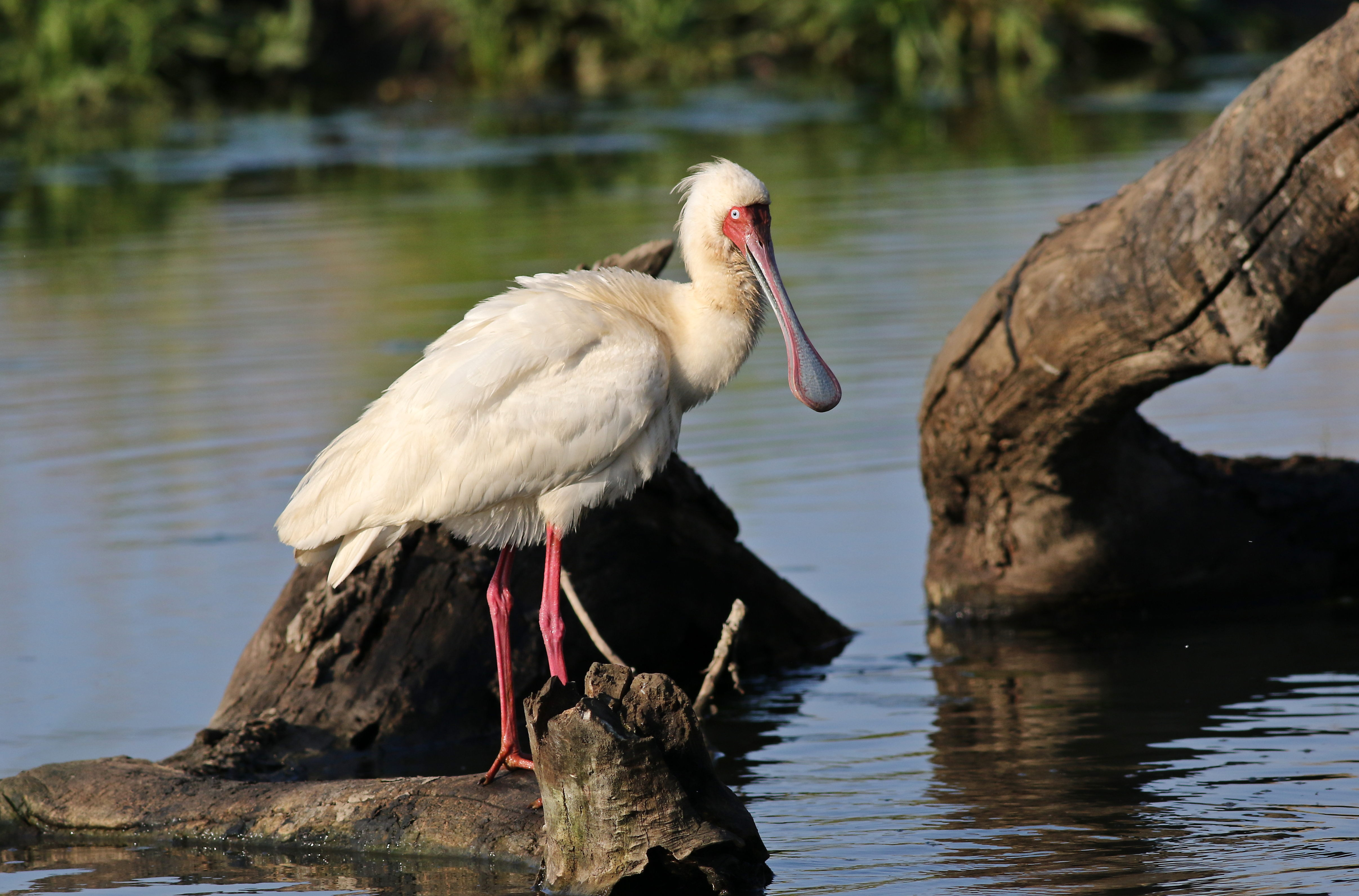
Rotgesichtlöffler
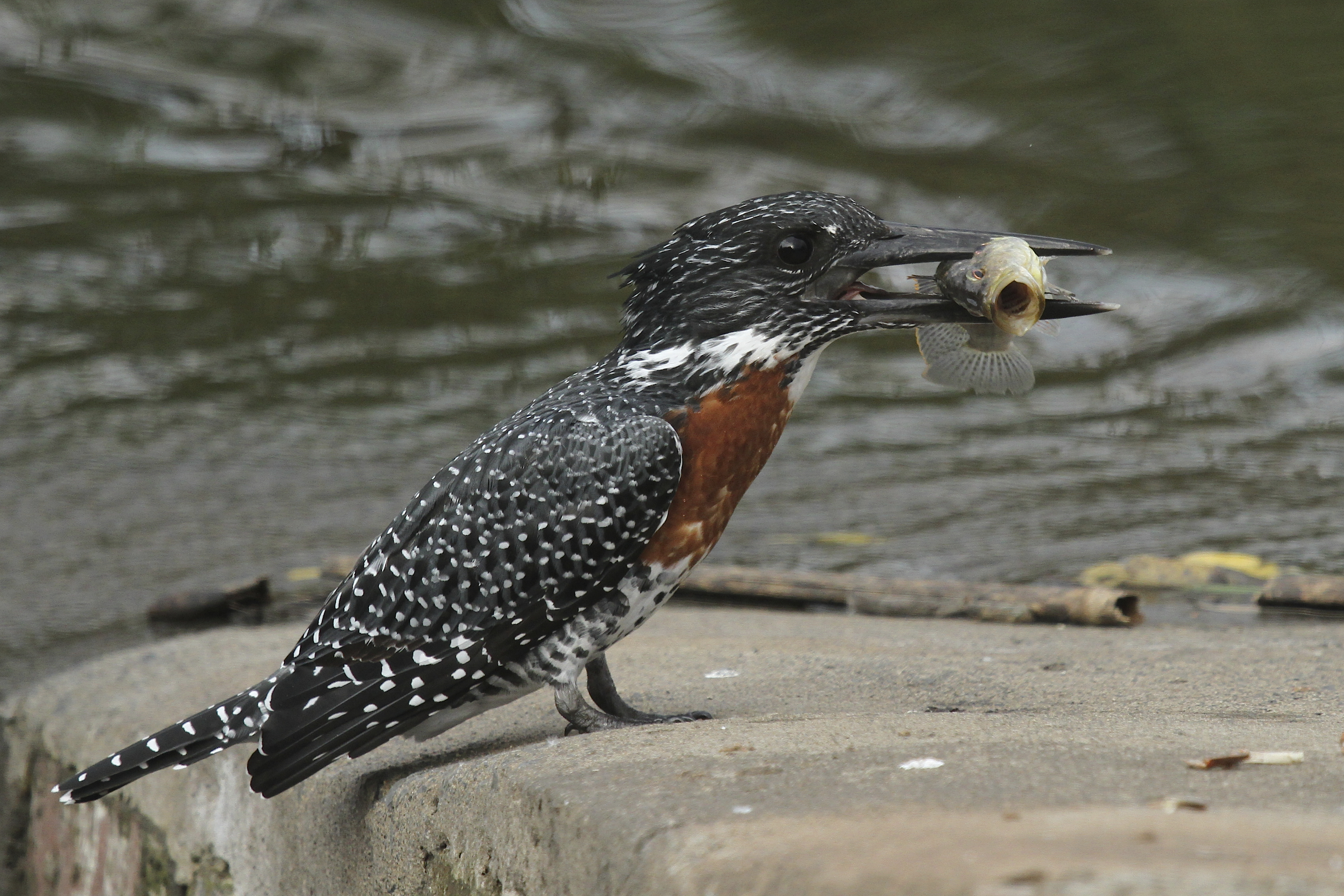
Riesenfischer
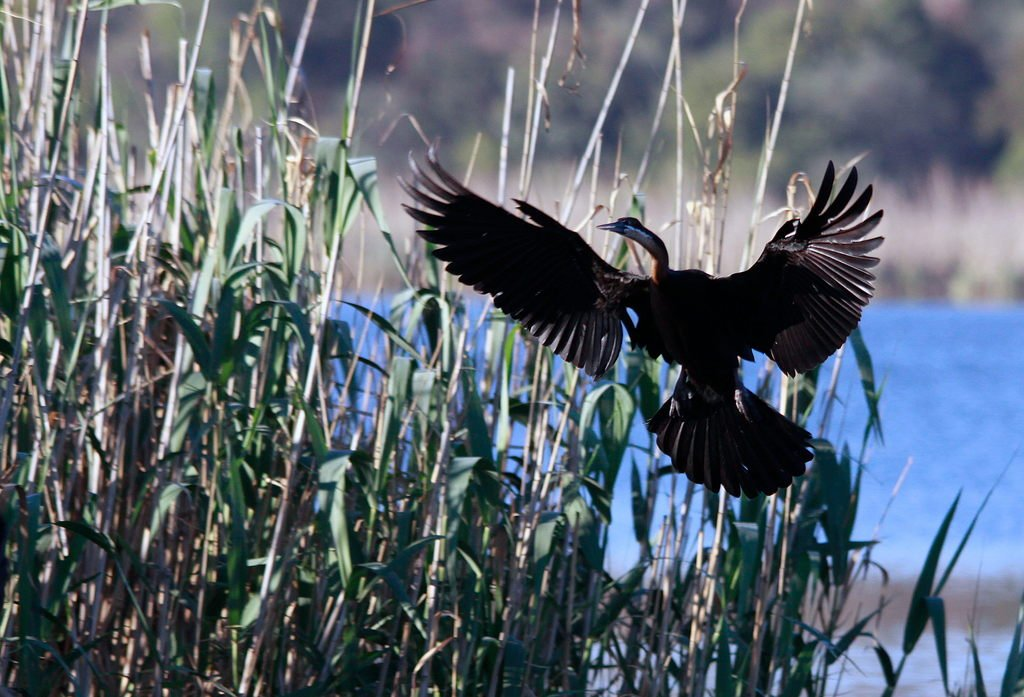
Afrika-Schlangenhalsvogel
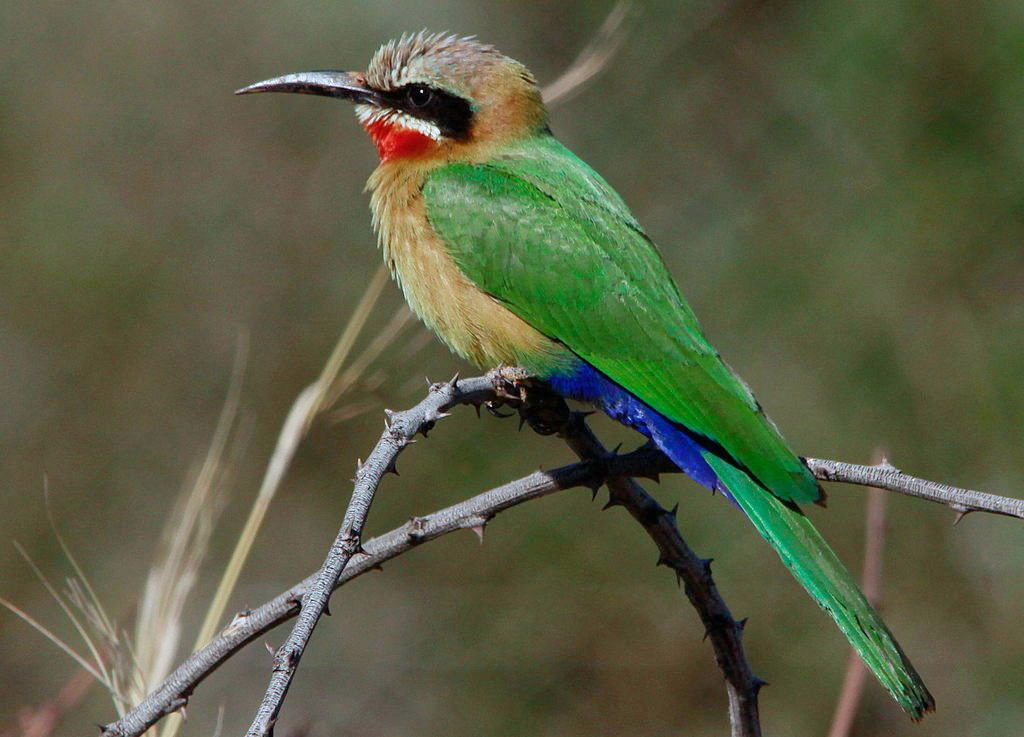
Weißstirnspint
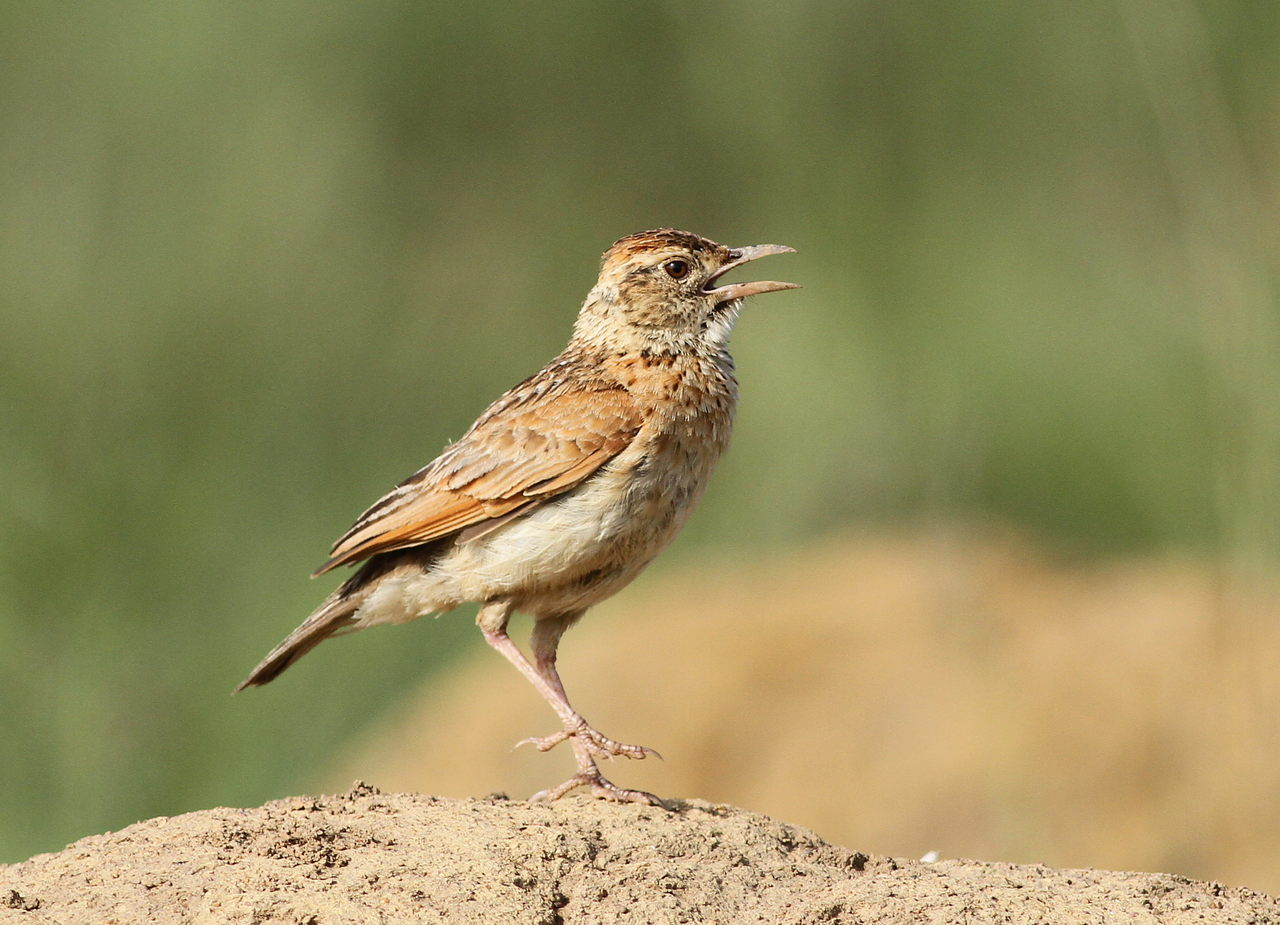
Kurzhaubenlerche
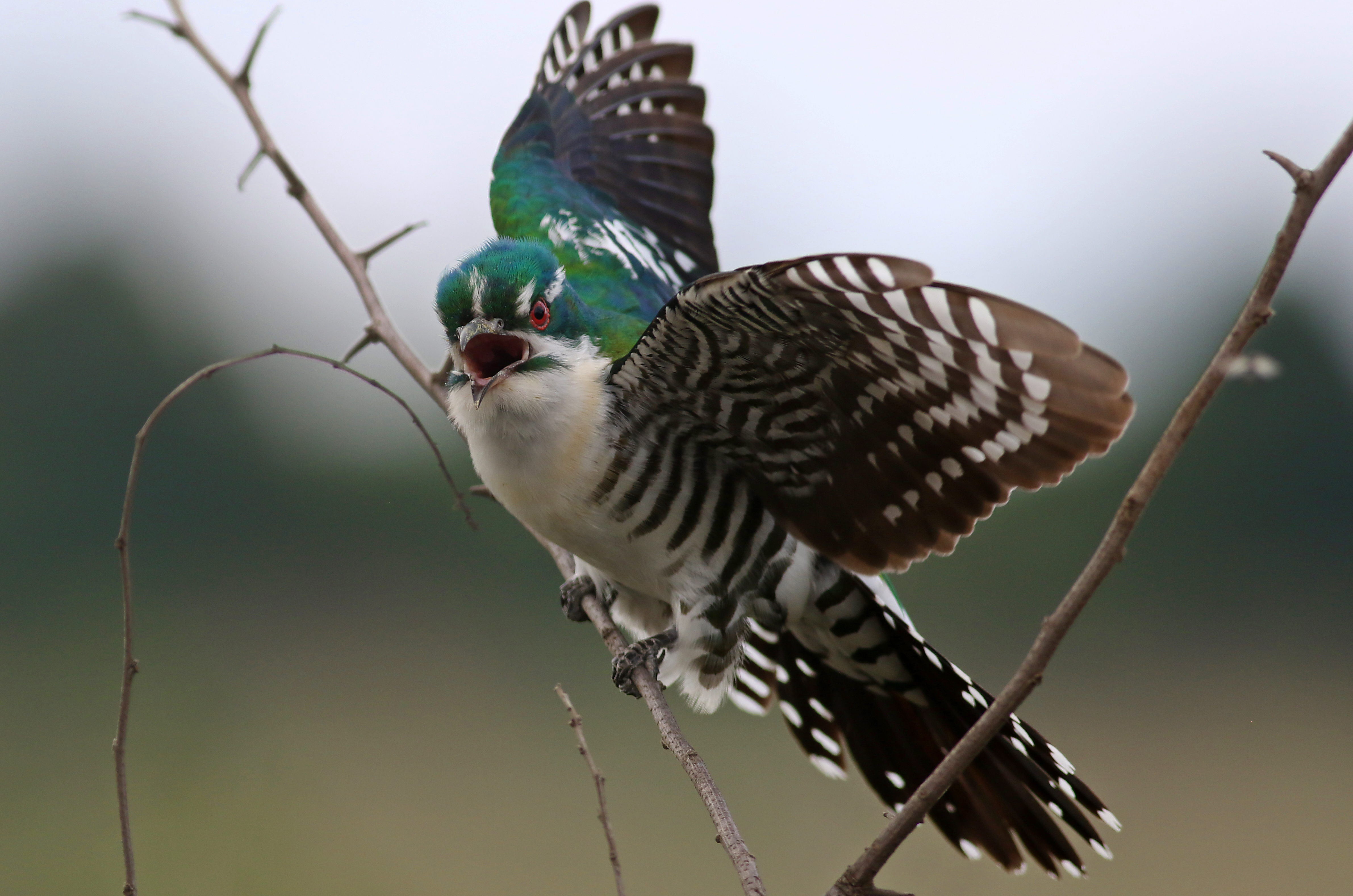
Goldkuckuck
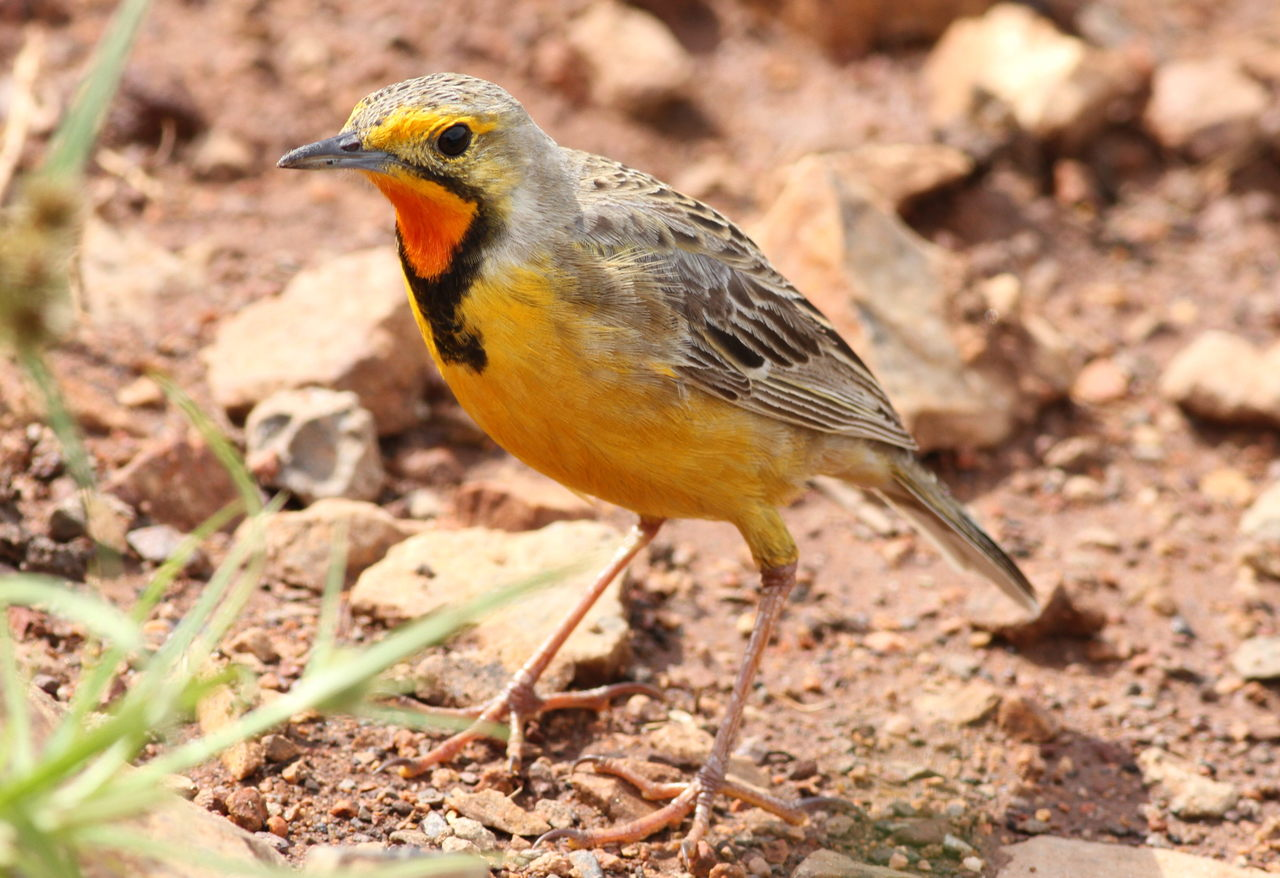
Kappieper
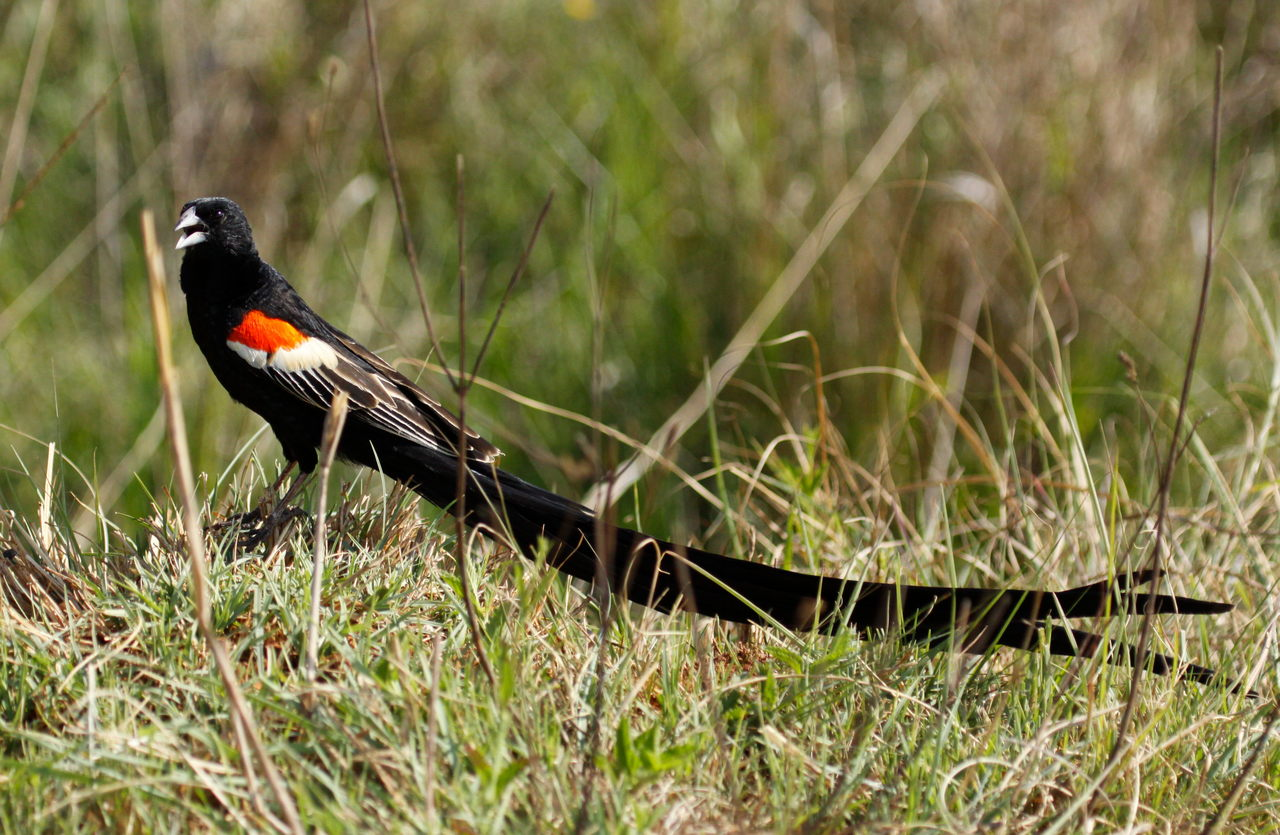
Hahnenschweifweber
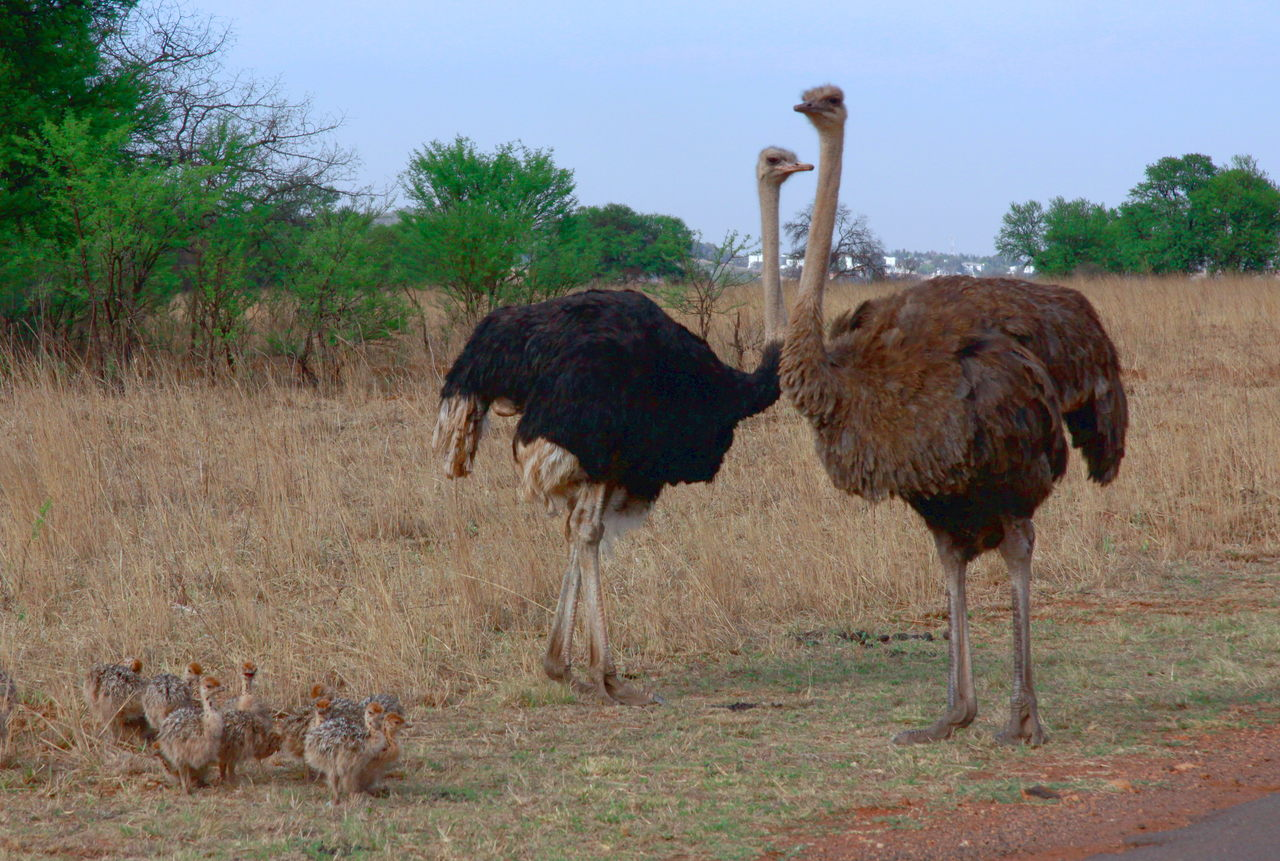
Familie Afrikanischer Strauße